# Magalys García
Magalys García Leliebre (ur. 23 października 1971 w Santiago de Cuba) – kubańska lekkoatletka specjalizująca się w wielobojach. Złota medalistka igrzysk panamerykańskich i igrzysk Ameryki Środkowej i Karaibów, dwukrotna mistrzyni Ameryki Środkowej i Karaibów, dwukrotna olimpijka (Atlanta, Sydney).

## Przebieg kariery
Podczas swej kariery startowała głównie w konkurencji siedmioboju lekkoatletycznego. W 1990 roku na mistrzostwach Ameryki Środkowej i Karaibów do lat 20 wywalczyła złoty medal, niedługo później wzięła udział w mistrzostwach świata juniorów w Płowdiwie, na których zajęła 5. miejsce. W kolejnych latach startów została medalistką igrzysk Ameryki Środkowej i Karaibów w Meksyku oraz igrzysk panamerykańskich w Hawanie.
W 1993 roku zdobyła złoty medal seniorskich mistrzostw Ameryki Środkowej i Karaibów, jednocześnie wynikiem 5884 pkt. ustanawiając nowy rekord czempionatu. Wystąpiła na igrzyskach Ameryki Środkowej i Karaibów w Ponce, gdzie zdobyła drugi w karierze medal zmagań tej rangi, tym razem złoty. W 1995 roku obroniła tytuł mistrzyni Ameryki Środkowej i Karaibów i ponownie ustanowiła rekord czempionatu (tym razem wynikiem 6189 pkt.), jak również zaliczyła debiut na mistrzostwach świata seniorów – nieudany, gdyż rywalizacji w konkurencji siedmioboju nie ukończyła.
Na igrzyskach olimpijskich w Atlancie zajęła 15. miejsce z końcowym rezultatem 6109 punktów.
W 1998 roku po raz drugi z rzędu wywalczyła złoty medal igrzysk Ameryki Środkowej i Karaibów, rok później zaś sięgnęła po złoty medal igrzysk obu Ameryk. Uczestniczyła w mistrzostwach świata w Sewilli, tu zajęła 12. miejsce.
W ramach igrzysk olimpijskich w Sydney udało się jej zająć 11. miejsce z łącznym rezultatem 6054 punktów. Po raz ostatni w zawodach lekkoatletycznych wystąpiła na rozgrywanych w 2003 roku igrzyskach panamerykańskich, w czasie zmagań w Santo Domingo wywalczyła brązowy krążek.

## Osiągnięcia
| Rok     | Zawody                                            | Miasto         | Miejsce | Wynik |
| ------- | ------------------------------------------------- | -------------- | ------- | ----- |
| 1990    | Mistrzostwa Ameryki Środkowej i Karaibów juniorów | Hawana         | złoto   | 5517  |
| 1990    | Mistrzostwa świata juniorów                       | Płowdiw        | 5.      | 5476  |
| 1990    | Igrzyska Ameryki Środkowej i Karaibów             | Meksyk         | srebro  | 5528  |
| 1991    | Igrzyska panamerykańskie                          | Hawana         | brąz    | 5690  |
| 1993    | Mistrzostwa Ameryki Środkowej i Karaibów          | Cali           | złoto   | 5884  |
| 1993    | Igrzyska Ameryki Środkowej i Karaibów             | Ponce          | złoto   | 5903  |
| 1995    | Igrzyska panamerykańskie                          | Mar del Plata  | srebro  | 6055  |
| 1995    | Mistrzostwa Ameryki Środkowej i Karaibów          | Gwatemala      | złoto   | 6189  |
| 1995    | Mistrzostwa świata                                | Göteborg       | DNF     | N/A   |
| 1996    | Igrzyska olimpijskie                              | Atlanta        | 15.     | 6109  |
| 1998    | Igrzyska Ameryki Środkowej i Karaibów             | Maracaibo      | złoto   | 5888  |
| 1999    | Igrzyska panamerykańskie                          | Winnipeg       | złoto   | 6290  |
| 1999    | Mistrzostwa świata                                | Sewilla        | 12.     | 6159  |
| 2000    | Igrzyska olimpijskie                              | Sydney         | 11.     | 6054  |
| 2003    | Mistrzostwa Ameryki Środkowej i Karaibów          | Saint George’s | brąz    | 43,83 |
| 2003    | Igrzyska panamerykańskie                          | Santo Domingo  | brąz    | 5864  |
| Źródło: |                                                   |                |         |       |

W 1996 i 2003 roku zdobyła złoty medal mistrzostw kraju.

## Rekordy życiowe
- siedmiobój – 6290 (25 lipca 1999, Winnipeg)
- bieg na 100 m ppł – 12,99 (19 czerwca 1999, Lizbona)
- skok wzwyż – 1,76 (21 lutego 2002, Hawana)
- pchnięcie kulą – 14,11 (19 sierpnia 1998, Maracaibo)
- bieg na 200 m – 23,84 (25 maja 1996, Götzis)
- skok w dal – 6,27 (10 marca 2002, Hawana)
- rzut oszczepem – 51,05 (25 lipca 1999, Winnipeg)
- bieg na 800 m – 2:14,22 (25 lipca 1999, Winnipeg)

Źródło: 